# شب الليل مستطيل الزهر
شب الليل المستطيل الزهر أو شوَّاق المستطيل الزهر هي نوع من النباتات المزهرة من جنس شب الليل موطنها جنوب غرب الولايات المتحدة من أريزونة إلى تكساس وشمال المكسيك يزهر ليلًا ومعظم الزهور بيضاء عطرةطويلة ضيقة ويقترب طولها الأقصى من 17 سم.